# Kordíky
Kordíky (ungarisch Kordéháza – bis 1888 Kordik) ist eine Gemeinde in der Mitte der Slowakei mit 492 Einwohnern (Stand 31. Dezember 2024) und gehört zum Okres Banská Bystrica, einem Landkreis des Banskobystrický kraj.

## Geographie
Die Gemeinde befindet sich am Osthang der Kremnitzer Berge im Quellbereich von Kordícky potok. Weiter östlich erheben sich die Starohorské vrchy. Das Ortszentrum liegt auf einer Höhe von 849 m n.m. und ist elf Kilometer von Banská Bystrica entfernt.
Nachbargemeinden sind Dolný Harmanec im Norden, Harmanec im Osten, Riečka im Südosten, Tajov im Süden und Turček im Westen.

## Geschichte
Eine Siedlung entstand im 16. Jahrhundert auf Anregung der Neusohler Bergkammer und bestand aus einigen Köhlereien, die Hütten in Orten wie Tajov versorgten. Geschichtliche Angaben sind bis zum 19. Jahrhundert jedoch nur spärlich vorhanden, namentlich sind erst 1808 Namen Kordik und Kordíky überliefert. 1828 zählte man 40 Häuser und 291 Einwohner, die nach dem Untergang der Köhlerei als Förster und Viehhalter beschäftigt waren.
Bis 1918 gehörte der im Komitat Sohl liegende Ort zum Königreich Ungarn und kam danach zur Tschechoslowakei beziehungsweise heute Slowakei.

## Bevölkerung
| Jahr                | 1994 | 2004     | 2014     | 2024     |
| ------------------- | ---- | -------- | -------- | -------- |
| Anzahl der Personen | 201  | 281      | 411      | 492      |
| Unterschied         |      | +39,80 % | +46,26 % | +19,70 % |

| Jahr                | 2023 | 2024    |
| ------------------- | ---- | ------- |
| Anzahl der Personen | 485  | 492     |
| Unterschied         |      | +1,44 % |

Nach der Volkszählung 2011 wohnten in Kordíky 357 Einwohner, davon 336 Slowaken, sechs Magyaren, drei Tschechen und ein Deutscher. Drei Einwohner gaben eine andere Ethnie an und neun Einwohner machten keine Angabe zur Ethnie.
215 Einwohner bekannten sich zur römisch-katholischen Kirche, acht Einwohner zur Evangelischen Kirche A. B., sieben Einwohner zur evangelisch-methodistischen Kirche; fünf Einwohner bekannten sich zu einer anderen Konfession. 84 Einwohner waren konfessionslos und bei 38 Einwohnern wurde die Konfession nicht ermittelt.

## Bauwerke
- römisch-katholische Kirche Mariä Heimsuchung aus dem Jahr 1927

## Verkehr und Infrastruktur
In Kordíky beginnt der Ostteil der Straße 2. Ordnung 578, die die Gemeinde mit Banská Bystrica verbindet. Mit dem Stück jenseits des Hauptkamms der Kremnitzer Berge besteht keine direkte Verbindung.